# Laurence Steinberg

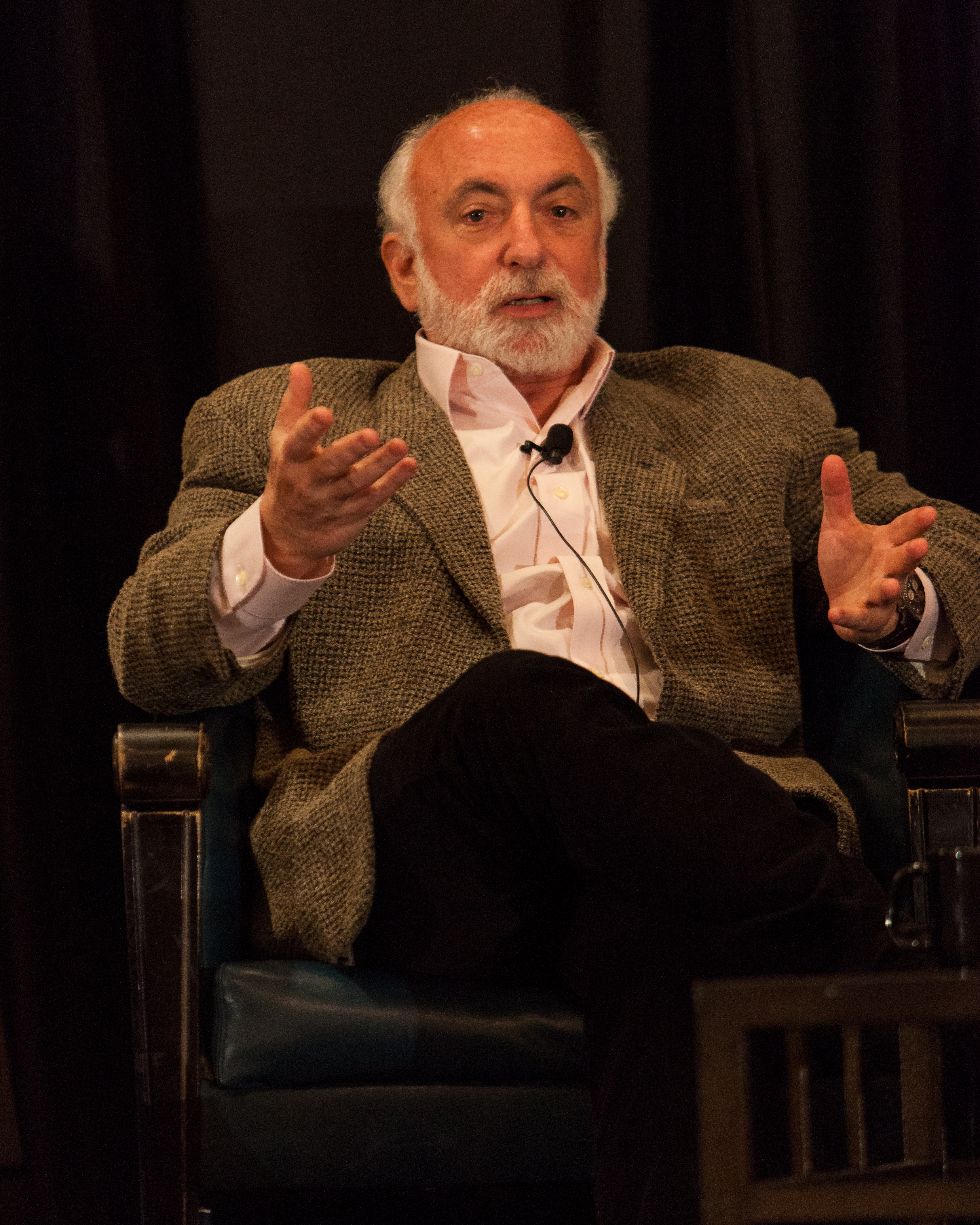
Laurence Steinberg, 2012

Laurence David Steinberg (* 1952 in Long Branch (New Jersey)) ist ein US-amerikanischer Psychologe. Seine Forschungsergebnisse leisten einen so innovativen Beitrag zum Verständnis jugendlichen Erlebens und Verhaltens, dass sie Politik und Gesellschaft wesentlich beeinflussen. So bezog sich der Oberste Gerichtshof der Vereinigten Staaten 2005 bei der Abschaffung der Todesstrafe für Jugendliche mehrmals auf die Studien Steinbergs.
2013 wurde Steinberg zum Mitglied der American Academy of Arts and Sciences gewählt.

## Auszeichnungen
- Klaus J. Jacobs Research Prize in Productive Youth Development (2009)

## Veröffentlichungen (Auswahl)
- Richard M. Lerner (Hg.), Laurence Steinberg (Hg.): Handbook of Adolescent Psychology. 3. Aufl., Wiley, Hoboken, NJ 2009, ISBN 978-0-470-14920-1.
- Elizabeth S. Scott, Laurence Steinberg: Rethinking Juvenile Justice. Harvard University Press, Cambridge, Mass. 2008, ISBN 978-0-674-03086-2.
- Laurence Steinberg: Adolescence. 8. Aufl.,  McGraw-Hill, Boston 2007, ISBN 978-0-07-340548-3.
- Laurence Steinberg: The ten basic principles of good parenting. Simon & Schuster, New York 2004. (dt. Die zehn Gebote der Erziehung: was Eltern wissen müssen. Aus dem Amerikanischen von Sonja Schuhmacher. Patmos, Düsseldorf 2008, ISBN 978-3-491-69835-2.)
- Vonnie C. McLoyd (Hg.), Laurence D. Steinberg (Hg.): Studying Minority Adolescents: Conceptual, Methodological, and Theoretical Issues. Lawrence Erlbaum, Mahwah, N.J. 1998, ISBN 978-0-8058-1964-9.
- Laurence Steinberg, Ann Levine: You and your adolescent: A parent’s guide for ages 10 to 20. Harper Perennial, New York 1997, ISBN 978-0-06-273461-7.
- Laurence Steinberg (mit B. Bradford Brown und Sanford M. Dornbusch): Beyond the Classroom: Why School Reform Has Failed and What Parents Need to Do. Simon & Schuster, New York 1997, ISBN 978-0-684-83575-4.
- Laurence Steinberg, Roberta Meyer: Childhood. McGraw-Hill, New York 1995, ISBN 0-07-061234-X.
- Laurence Steinberg (mit Wendy Steinberg): Crossing paths: How your child’s adolescence triggers your own crisis. Simon & Schuster, New York 1994, ISBN 0-671-79758-1.
- Laurence Steinberg, Jay Belsky, Roberta B. Meyer: Infancy, childhood & adolescence: development in context. McGraw-Hill, New York 1991, ISBN 0-07-557109-9.
- Ellen Greenberger, Laurence Steinberg: When teenagers work : the psychological and social costs of adolescent employment. Basic Books, New York 1986, ISBN 0-465-09180-6.